# یورگ فرایموت
یورگ فریموت (آلمانی: Jörg Freimuth؛ زادهٔ ۱۰ سپتامبر ۱۹۶۱) ورزشکار پرش ارتفاع اهل آلمان بود.
وی در مسابقات کشوری و بین‌المللی در مجموع برندهٔ ۱ مدال برنز شده‌است.